# 1003
L'any 1003 (MIII) va ser un any comú començat en divendres  del calendari julià.

## Esdeveniments

### Països Catalans
- 20 de febrer - Albesa, la Noguera (aleshores dins del Califat de Còrdova): hi té lloc la batalla d'Albesa entre les hosts de Ramon Borrell, comte de Barcelona i Ermengol I, comte d'Urgell i les tropes musulmanes en la que morí Berenguer, bisbe d'Elna.[1]
- Abd al-Malik al-Muzaffar realitza una ràtzia contra els territoris de frontera, destruint els castells de Montmagastre, Meià i Castellolí, i la vila de Manresa, i capturant Ermengol I d'Urgell.[2]
- Guifré II de Cerdanya esdevé comte de Berga al fer-se monjo el seu germà Oliba.[3]
- L'Església de Santa Eugènia de Nerellà surt citada per primer cop, aquest any, com a Sancta Eugenia qui est in Neriniano.

### Món
- Dinamarca ataca Anglaterra.[4]
- Robert II de França envaeix el regne de Borgonya, però fracassa.[5]
- El kan Zubu es rendeix a la Dinastia Liao.
- 25 de gener - Werner succeeix a Lotari I com a Margrave de la Marca del Nord.
- 16 de maig - Roma, Sacre Imperi Romanogermànic: Joan XVII substitueix a Silvestre II com a papa.[6]
- 9 d'octubre - Illa de Terranova: Leif Erikson desembarca a L'Anse aux Meadows.[7]
- 25 de desembre - Roma, Sacre Imperi Romanogermànic: Joan XVIII substitueix a Joan XVII com a papa.[6]

## Naixements
- Còrdova: Ibn Zaydun, poeta andalusí (m.1071).

## Necrològiques
- 25 de gener: Lotari I, marcgravi de la Marca del Nord (n.c.940).
- 7 de febrer - Flandes: Susanna d'Itàlia, reina de França (n.c.937).
- 4 de maig: Herman II de Suàbia, duc de Suàbia i d'Alsàcia.
- 12 de maig - Roma, Sacre Imperi Romano Germànic: Silvestre II, papa de Roma (n.938).[6]
- Eric el Roig (Eirikr Þorvaldsson), explorador i governant (n.950).